# Loyangalani
Loyangalani és un petit poble kenyà de la província de l'Est, a prop del llac Turkana. Segons el cens realitzat l'any 1999, el poble té una població de 1.000 habitants. Loyangalani significa, en samburu, "lloc amb molts arbres" i es va fundar durant els anys seixanta.